# Barombogryllacris nigriceps
Barombogryllacris nigriceps är en insektsart som först beskrevs av Karsch 1891.  Barombogryllacris nigriceps ingår i släktet Barombogryllacris och familjen Gryllacrididae. Inga underarter finns listade i Catalogue of Life.